# Гірнича промисловість Демократичної Республіки Конго

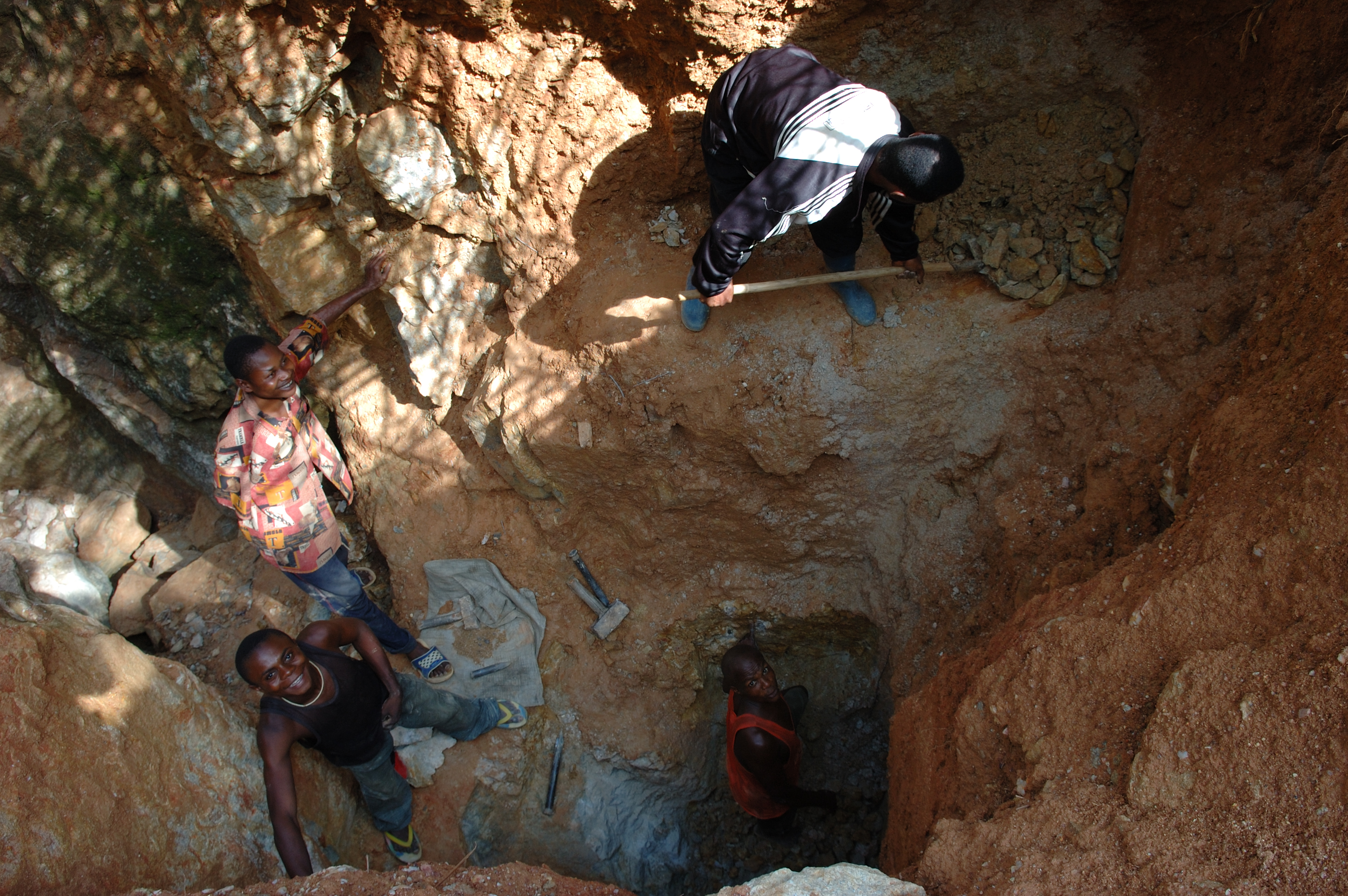
Видобування вольфраміту

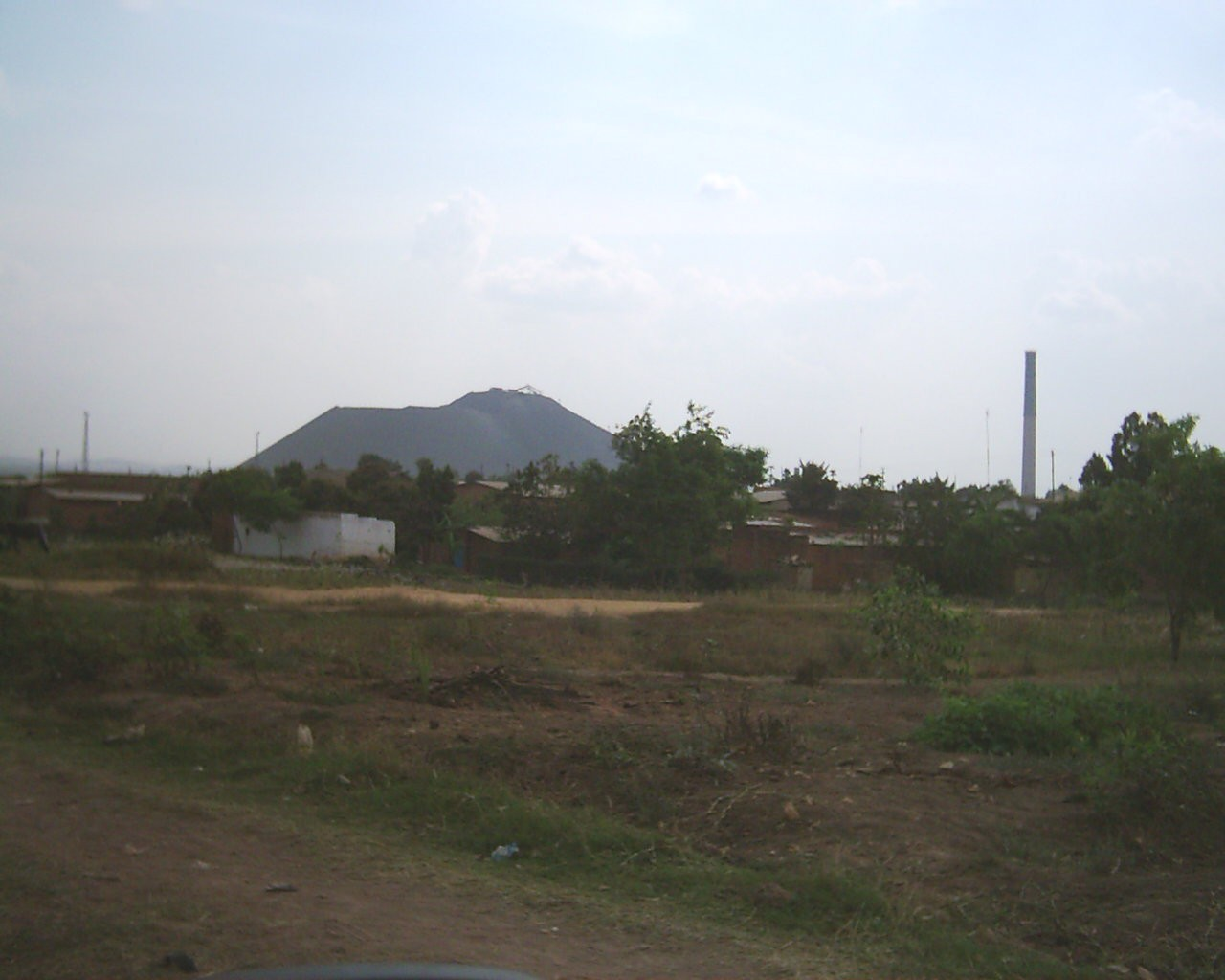
Терикони мідної шахти в Лубумбаші

Гірнича промисловість Демократичної Республіки Конго.

## Загальна характеристика
У структурі ВВП країни в кінці XX ст. частка гірничодобувної промисловості і кольорової металургії — 58 %. Гірнича промисловість забезпечувала понад 70 % надходжень від експорту. Основні гірничодобувні центри розташовані в провінції Шаба, де розробляються родовища руд міді, кобальту, цинку, срібла, урану, кадмію, ґерманію, і в провінціях Схіий і Західний Касаї, де знаходяться великі родовища алмазів. В області Катанга видобувають мідь, свинець, вугілля, марганець, цинк і кобальт. У районах видобутку корисних копалин створені великі гірничодобувні і металургійні комплекси.
ДРК займає 1-е місце у світі по виробництву промислових алмазів і кобальту і є одним з провідних світових виробників міді. Серед розвинених країн і країн що розвиваються гірничодобувна промисловістьсть Конго в кінці XX ст. забезпечувала бл. 48 % видобутку кобальту (ДРК — найбільший постачальник кобальту на світовий ринок), 25 % алмазів, 8 % міді, 1,7 % олов’яних концентратів. ДРК займала помітне місце на світовому ринку як експортер цинку, срібла, марганцю, ґерманію. Головні торгівельні партнери Конго з мінеральної сировини: Бельгія, США, ФРН, Франція, Японія, Канада, Велика Британія, Італія та ін. Провідні гравці в гірничому секторі економіки країни (2001—2002) — Lubumbashi slag heap (STL), проєкт Lwishishi з групою OMG, компанії Forrest International (EGMF) and Gécamines.
У зв’язку з політичним та економічним станом в країні точна оцінка обсягів видобування і експорту корисних копалин на межі XX-XXI ст. утруднена. Так за даними [Mining J. — 2000 . — 334, 8572] загальний видобуток алмазів оцінюється в 22 млн карат/рік, велика частина яких вивозиться контрабандно. Аналогічна ситуація спостерігається із видобутком Au, який офіційно становить 120 кг/рік при фактичній орієнтовно 9330 кг/рік. Точніші дані існують щодо діяльності окремих фірм.
Політична криза 1990-х років згубно відбилася на розвитку гірничодобувної і металургійній промисловості. Обсяг річного виробництва міді скоротився на 90 %, а більшу частину золота і алмазів добували кустарними методами старателі, які воліли працювати з чорним ринком.

## Окремі галузі
Мідь і кобальт. Виробництво міді, що є основою економіки країни, ведеться в області Катанга. Найбільші центри металургії — Лікасі і Колвезі в Катанзі. Мідну руду перетворюють в концентрат, з якого виплавляють мідь.
За даними International Copper Study Group (ICSG) на межі XX-XXI ст. в Демократичній Республіці Конго намічаються до пуску нові мідні рудники Дікулуші, Каканда, Тенке.
За повідомленням [Metal Bull. — 2002 . — № 8647 . — Р. 5] у Демократичній Республіці Конго компанія Kumba Resources уклала угоду про розробку мідно-цинкового родовища Kipushi, яка буде проводитися спільно з America Mineral Fields. Запаси руди становлять 16,9 млн т. Руда містить 16,7 % Zn і 2,2 % Cu. За планом продуктивність рудника по Zn в концентраті становитиме 100 тис. т/рік.
Провідна державна корпорація у гірничо-добувному секторі — Générale des Carrières et des Mines (Gécamines). У 2001 Gecamines виробила правленої міді 19 770 т, фірма Sodimco — 608 т. Виробництво кобальту Gécamines в 2000 р склало 3 750 т, у 2001 — 3 752 т. Компанія STL (51 % OMG, 29 % EGMF, 20 % GCM) в 2001 виробила 1 800 т кобальту (білий сплав). Проєкт Lwishishi виробив у 2001 р 5 461 т кобальту, порівняно з 4 352 т в 2000 . [Mining Annual Review 2002].
Цинк, олово. Виробництво цинку в країні у 2001 р. — 669 т. Більшу частину цинкової руди переробляють в листовий цинк, а частина каситериту переплавляється в злитки олова.
Золото, вольфрам, тантал. У районі, що займає територію від північного кордону Катанги до північної частини Ківу, розробляються родовища золота, вольфраму і танталу. Золото добувають на північному заході країни.
Алмази. Конго займає 1-е місце у світі по видобутку промислових алмазів, крім того добувають і ювелірні алмази. Повне алмазне виробництво в ДРК (DRC) протягом 2001 склало 18 млн карат проти 16 млн карат у 2000 р (позитивна динаміка на 13 %). Головні гравці в алмазовидобувній галузі — компанії Miniere de Bakwanga (MIBA), Sengamines та державні підприємства. В країні існує широкомасштабний нелегальний видобуток алмазів, які контрабандою вивозяться з країни за кордон.
Нафта. У 1975 почалася розробка родовищ нафти на прибережному шельфі.

## Геологічна служба. Підготовка спеціалістів
Геологічна служба в ДРК знаходиться в компетенції Geological Survey of Zaire.
Підготовка спеціалістів проводиться в Інституті географії та в іноземних вишах.